# Сьйон (футбольний клуб)
«Сьйон» (фр. Sion) — швейцарський футбольний клуб із однойменного міста, заснований 1909 року. Виступає у найвищому дивізіоні Швейцарії. «Сьйон» є 13-тиразовим володарем національного кубка та дворазовим чемпіоном Швейцарії.

## Досягнення
Чемпіонат Швейцарії
- Чемпіон (2): 1991–92, 1996–97

Кубок Швейцарії
- Володар кубка (13): 1965, 1974, 1980, 1982, 1986, 1991, 1995, 1996, 1997, 2006, 2009, 2011, 2015

## Виступи в єврокубках
| Сезон   | Змагання               | Раунд   | Суперник          | Вдома | На виїзді | В сукупності |
| ------- | ---------------------- | ------- | ----------------- | ----- | --------- | ------------ |
| 1965–66 | Кубок володарів кубків | 1Р      | Галатасарай       | 5–1   | 1–2       | 6–3          |
| 1965–66 | Кубок володарів кубків | 2Р      | Магдебург         | 2–2   | 1–8       | 3–10         |
| 1973–74 | Кубок УЄФА             | 1Р      | Лаціо             | 3–1   | 0–3       | 3–4          |
| 1974–75 | Кубок володарів кубків | 1Р      | Мальме            | 1–0   | 0–1       | 1–1 (п.)     |
| 1980–81 | Кубок володарів кубків | 1Р      | Гаугар            | 1–1   | 0–2       | 1–3          |
| 1982–83 | Кубок володарів кубків | ПР      | Абердин           | 1–4   | 0–7       | 1–11         |
| 1984–85 | Кубок УЄФА             | 1Р      | Атлетіко Мадрид   | 1–0   | 3–2       | 4–2          |
| 1984–85 | Кубок УЄФА             | 2Р      | Желєзнічар        | 1–1   | 1–2       | 2–3          |
| 1986–87 | Кубок володарів кубків | 1Р      | Абердин           | 3–0   | 1–2       | 4–2          |
| 1986–87 | Кубок володарів кубків | 2Р      | ГКС               | 3–0   | 2–2       | 5–2          |
| 1986–87 | Кубок володарів кубків | 1/4     | Локомотив Лейпциг | 0–0   | 0–2       | 0–2          |
| 1987–88 | Кубок УЄФА             | 1Р      | Вележ             | 3–0   | 0–5       | 3–5          |
| 1989–90 | Кубок УЄФА             | 1Р      | Іракліс           | 2–0   | 0–1       | 2–1          |
| 1989–90 | Кубок УЄФА             | 2Р      | Карл-Маркс-Штадт  | 2–1   | 1–4       | 3–5          |
| 1991–92 | Кубок володарів кубків | 1Р      | Валюр             | 1–1   | 1–0       | 2–1          |
| 1991–92 | Кубок володарів кубків | 2Р      | Феєнорд           | 0–0   | 0–0       | 0–0 (3-5 п.) |
| 1992–93 | Ліга чемпіонів         | 1Р      | Таврія            | 4–1   | 3–1       | 7–2          |
| 1992–93 | Ліга чемпіонів         | 2Р      | Порту             | 2–2   | 0–4       | 2–6          |
| 1994–95 | Кубок УЄФА             | 1Р      | Аполлон           | 2–3   | 3–1       | 5–4 (дод.ч.) |
| 1994–95 | Кубок УЄФА             | 2Р      | Марсель           | 2–0   | 1–3       | 3–3 (г)      |
| 1994–95 | Кубок УЄФА             | 3Р      | Нант              | 2–2   | 0–4       | 2–6          |
| 1995–96 | Кубок володарів кубків | КР      | Тилігул-Тирас     | 3–2   | 0–0       | 3–2          |
| 1995–96 | Кубок володарів кубків | 1Р      | АЕК Афіни         | 2–2   | 0–2       | 2–4          |
| 1996–97 | Кубок володарів кубків | КР      | Кареда            | 4–2   | 0–0       | 4–2          |
| 1996–97 | Кубок володарів кубків | 1Р      | Нива Вінниця      | 2–0   | 4–0       | 6–0          |
| 1996–97 | Кубок володарів кубків | 2Р      | Ліверпуль         | 1–2   | 3–6       | 4–8          |
| 1997–98 | Ліга чемпіонів         | 1КР     | Женесс Еш         | 4–0   | 1–0       | 5–0          |
| 1997–98 | Ліга чемпіонів         | 2КР     | Галатасарай       | 1–4   | 1–4       | 2–8          |
| 1997–98 | Ліга Європи            | 1Р      | Спартак Москва    | 0–1   | 1–5       | 1–6          |
| 2006–07 | Кубок УЄФА             | 2КР     | Рід               | 1–0   | 0–0       | 1–0          |
| 2006–07 | Кубок УЄФА             | 1Р      | Баєр 04           | 0–0   | 1–3       | 1–3          |
| 2007–08 | Кубок УЄФА             | 2КР     | Рід               | 3–0   | 1–1       | 4–1          |
| 2007–08 | Кубок УЄФА             | 1Р      | Галатасарай       | 3–2   | 1–5       | 4–7          |
| 2009–10 | Ліга Європи            | ПО      | Фенербахче        | 0–2   | 2–2       | 2–4          |
| 2011–12 | Ліга Європи            | ПО      | Селтік            | 0–31  | 0–31      | 0–61         |
| 2015–16 | Ліга Європи            | Група B | Рубін Казань      | 2–1   | 0–2       | 2-е          |
| 2015–16 | Ліга Європи            | Група B | Ліверпуль         | 0–0   | 1–1       | 2-е          |
| 2015–16 | Ліга Європи            | Група B | Бордо             | 1–1   | 1–0       | 2-е          |
| 2015–16 | Ліга Європи            | 1/16    | Брага             | 1–2   | 2–2       | 3–4          |
| 2017–18 | Ліга Європи            | 3КР     | Судува            | 1–1   | 0–3       | 1–4          |

Примітки
- Примітка 1: Селтік подав протести з приводу легітимності виходу на поле декількох гравців Сьйону, які брали участь в двох матчах плей-оф раунду, в яких Сьйон виграв з рахунком 3–1 в сукупності (перша гра: 0–0; друга гра: 3–1). Контрольно-дисциплінарний орган УЄФА прийняв ці протести і вирішив зарахувати обидва матчі на користь Селтіка (3–0). Таким чином, Селтік кваліфікувався в груповий етап Ліги Європи.[1]